# 任天堂明星大亂鬥 (遊戲)
《任天堂明星大亂鬥》是一款由HAL研究所開發並由任天堂於1999年發行在任天堂64上的格鬥遊戲，為系列的首部作品。
本作是多個任天堂電子遊戲系列的跨界作品，包含瑪利歐、薩爾達傳說、宝可梦、星之卡比、咚奇剛、耀西、密特羅德、星際火狐、地球冒險以及F-Zero。

## 玩法
《任天堂明星大亂鬥》玩法與一般的對戰型格鬥遊戲背道而馳（任天堂官方將其類型稱為「對戰型動作遊戲」），玩家需要不是耗盡對手的生命值，而是尋求將對方角色從舞台上擊落。每位玩家都有一個總傷害計，以百分比表示，該百分比會隨著受到的傷害而增加。隨著百分比的增加，角色會逐漸被攻擊擊倒得更遠。要擊倒對手，玩家必須將該角色從舞台邊緣飛出，場地不是一個封閉的競技場，而是一個邊界開放的區域。當被擊落舞台時，角色可能會使用跳躍動作試圖返回，有些角色的跳躍距離更遠，可能比其他角色更容易返回。
雖然街頭霸王系列和鐵拳系列等遊戲要求玩家記住複雜的輸入組合指令，但是《任天堂明星大亂鬥》使用相同的控制組合（類比搖捍方向 + A或B按鈕）來輸入所有角色的所有動作。角色不僅限於面對對手，而是可以自由移動。與其他格鬥遊戲相比，本作更注重空中和平台技能，具有更大、更動態的舞台，而不是簡單的平面平台。遊戲還實現了阻擋、躲避機制、抓取和投擲其他角色等功能，亦包括對N64震動卡的支援。
戰鬥過程中可以使用各種武器和道具來造成傷害、恢復生命或分發額外物品，它們以任天堂電子遊戲系列的物品形式隨機落在舞台上，例如慢慢龜殼、鎚子和精靈球。本作共有9個可選場地，是採用各個任天堂電子遊戲系列的風格，例如超級瑪利歐系列的世界1-1。儘管場地是以3D渲染，但玩家在2D平面內舞台移動。場地特色是從簡單的移動平面到整個舞台的戲劇性變化，每個階段都提供獨特的遊戲玩法和戰略動機，成為戰鬥的額外因素。

## 遊戲內容
在《任天堂明星大亂鬥》的單人模式中，玩家以特定順序與一系列AI控制的對手作戰，試圖在有限時間內以有限的生命數擊敗他們。雖然玩家可以調整難度級別和生命數，但一系列對手永遠不會改變。如果玩家失去了所有的生命數或時間到了，他們仍可以繼續遊玩，不過以損失總分為代價。此模式在以後的遊戲中稱為“經典模式”。單人模式還新增兩個小遊戲，分別是“打靶模式”和“登台模式”，其中的目標是分別打破每個標靶或登上多個特殊平台。此外，遊戲還提供“訓練模式”，玩家可以操縱所選的角色並嘗試與AI控制的對手進行實驗，而不受標準比賽的限制。
本作最多可以4位玩家在多人遊戲模式下遊玩，該模式有玩家預設特定的規則，提供“命數制”和“時間制”模式。這為玩家提供了一定數量的生命數或選定的時間限制，然後以倒數計時開始比賽。在比賽中使用生命數或時間的比賽中也可以選擇混戰或團體戰。一旦時間到了，或者一名或團體以外的所有玩家都失去了所有生命，就會宣布獲勝者。如果兩個或更多玩家在時間制模式下，時間到點並且得分相同，以及命數制也可能以平局結束，比賽以“突然死亡”進行決勝負。玩家在突然死亡模式下，所有鬥士都會受到300%的傷害，最後一名倖存的鬥士將贏得比賽。

## 參戰角色
《任天堂明星大亂鬥》提供來自任天堂電子遊戲系列的12位可遊玩角色。角色的總傷害計後面會出現一個符號，對應所屬的系列，例如林克後面的三角力量和皮卡丘後面的精靈球。此外，角色具有來自其所屬系列的可識別動作，例如薩姆斯的能量武器和林克的武器庫。唯二例外的是火狐和飛隼隊長，由於所屬的原作當時沒有可識別動作或招式（前者是軌道射擊遊戲，後者是競速遊戲），因此本作招式全為原創，並在系列後續作品中繼續使用此招式。最初可使用8位角色遊玩，另外4個角色可以通過取得方式來解鎖。
遊戲的封面藝術和說明手冊上的角色藝術是使用漫畫風格，在遊戲裡的角色被描繪成栩栩如生的玩具娃娃。
| 非隐藏角色 | 非隐藏角色     | 非隐藏角色 | 非隐藏角色      | 非隐藏角色                                     |
| 译名       | 译名           | 系列       | 配音声优        | 取得方式                                       |
| 中文       | 英文           | 系列       | 配音声优        | 取得方式                                       |
| ---------- | -------------- | ---------- | --------------- | ---------------------------------------------- |
| 瑪利歐     | Mario          | 超級瑪利歐 | 查爾斯·馬爾蒂內 | 最初可选角色                                   |
| 咚奇剛     | Donkey Kong    | 咚奇剛     | 音效            | 最初可选角色                                   |
| 林克       | Link           | 薩爾達傳說 | 檜山修之        | 最初可选角色                                   |
| 萨姆斯     | Samus          | 密特羅德   | 音效            | 最初可选角色                                   |
| 火狐       | Fox            | 星際火狐   | 里內信夫        | 最初可选角色                                   |
| 耀西       | Yoshi          | 耀西       | 戶高一生        | 最初可选角色                                   |
| 卡比       | Kirby          | 星之卡比   | 大本真基子      | 最初可选角色                                   |
| 皮卡丘     | Pikachu        | 宝可梦     | 大谷育江        | 最初可选角色                                   |
| 隐藏角色   |                |            |                 |                                                |
| 胖丁       | Jigglypuff     | 宝可梦     | 金井美香        | 打完任意难度的经典模式。                       |
| 飞隼队长   | Captain Falcon | F-Zero     | 堀川亮          | 于20分钟内打完经典模式。                       |
| 路易吉     | Luigi          | 超级马里奥 | 查爾斯·馬爾蒂內 | 使用所有最初可选角色打完打靶模式。             |
| 奈斯       | Ness           | 地球冒險   | 大本真基子      | 使用不超过三个命打完在普通难度以上的经典模式。 |

## 開發
本作開發企劃是HAL研究所在1996年開始。當時剛完成超級任天堂平台遊戲《星之卡比 超級豪華版》開發的櫻井政博，對製作一款面向次世代家用遊戲機任天堂64平台的四人格鬥遊戲很感興趣，他向時任HAL研究所社長岩田聰介紹了當時被稱為《格鬥遊戲龍王》（日語：格闘ゲーム竜王）的遊戲企劃書，後來岩田也加入了該專案。
遊戲開發工作在1998年初開始，櫻井政博負責企劃、設計和動作模組等崗位，程式部分則由岩田聰擔綱，加上負責音效的另一位創作者，只有三人負責開發遊戲原型。在遊戲原型的階段，雖然大部分的系統設計都已經成形，但是內容仍使用佔位符角色模型，背景亦只是開發中心所在地的風景照片。櫻井了解到市面上很多格鬥遊戲都賣得不好和難上手，必須想辦法讓遊戲變得原創和適合初學者遊玩，可是如果採用原創角色恐怕難以強調世界觀跟角色形象。櫻井想到的方法是使用任天堂電子遊戲系列角色參與戰鬥，但他知道如果提前詢問是不會得到許可，於是在沒有通知任天堂的情況下製作了遊戲的新版本，直到平衡性的設計完善好才給任何人看。他展示的新版本是以瑪利歐、咚奇剛、薩姆斯和火狐為可玩角色，這個想法後來得到了任天堂批准，並獲得授權許可使用旗下角色，繼續開發完成最終的遊戲成品。
儘管從未被任天堂或本作背後的任何開發商承認，但第三方消息來源已經確定，由南夢宮於1995年在街機發行的格鬥遊戲《異域戰狐》可能是櫻井政博的靈感來源，他還將製作適合初學者的格鬥遊戲想法，歸功於遊玩SNK街機遊戲《拳皇'95》中輕鬆擊敗了幾個休閒遊戲玩家的經歷。
2022年10月20日，仍然持有《格鬥遊戲龍王》原型的櫻井政博展示了它的遊戲玩法以及與《任天堂明星大亂鬥》最終遊戲成品的不同之處。在開發過程中刪減了多個計劃中的角色，包括火焰之紋章系列的馬爾斯、星之卡比系列的帝帝帝大王、超級瑪利歐系列的庫巴和寶可夢系列的超夢，這四個角色都被添加到了續作《任天堂明星大亂鬥DX》及系列後續作品中。

### 命名
遊戲日版名《大亂鬥Smash Brothers》（日语： Dai Rantō Sumasshu Burazāzu，簡稱“ Sumabura”）標題來源，根據櫻井政博的說法是來自岩田聰，當時他們正在考慮為標題取不同的名稱，岩田建議使用“Brothers”（簡稱“Bros.”），櫻井說：「他的理由是，即使角色根本不是兄弟，使用這個詞也增加了他們不僅僅是在打架的細微差別——他們是朋友，正在解決一點分歧。」。本作加入「Nintendo All-Stars!」（ Nintendō Ōru Sutā!）這個標題是櫻井刻意放入的名字，同時為了強調「任天堂全明星」，不過標題在系列後續作品取消了。至於遊戲英文版名《Super Smash Bros.》（超級粉碎兄弟）標題，是為了向《超级马力欧兄弟》致敬，同時在西方市場營銷方面可以增加品牌曝光度。

### 音樂
《任天堂明星大亂鬥》收錄了來自任天堂部份遊戲系列的音樂，雖然許多作品是重新錄製和重混，但有些作品是直接取自它們的音源。音樂由安藤浩和創作，他後來成為續作《大亂鬥DX》的音樂總監。2000年1月21日，《任天堂明星大亂鬥》原聲帶通過Teichiku Records在日本以CD形式發行。

## 行銷與發行
《任天堂明星大亂鬥》於1998年11月首次在日本公佈，此時格鬥遊戲已經走下坡路，加上玩法與主流格鬥遊戲差異太大，導致玩家和媒體都沒有太大迴響。櫻井政博為了打消玩家們對遊戲的疑慮，並且在遊玩時能夠盡快上手熟悉，專門製作了名為“大亂鬥拳!!”（ Sumabura Ken!!）的導入網站，上面記載了詳細的遊戲規則、道具，甚至是各個角色的使用方法。

《任天堂明星大亂鬥》美版封面，其英文標語翻譯為「以你喜歡的任天堂角色一決勝負」

1999年2月公佈了北美發行的計劃。為了宣傳遊戲的發佈，任天堂美國於1999年4月24日在內華達州拉斯維加斯的美高梅歷險遊樂園舉辦了一場名為「Slamfest '99」的活動。該活動以打扮成瑪利歐、耀西、皮卡丘和咚奇剛的盛裝表演者之間的摔跤比賽為特色，併為出席者設立了預覽遊戲的網站。這些服裝是從遊戲的電視廣告中重複使用的，該廣告以美國搖滾樂隊海龜樂團的歌曲《Happy Together》為背景，四個吉祥物服裝相互戰鬥。這場摔跤比賽通過RealPlayer在網路上進行了直播，並在之後的幾個月里可以通過賽事官方網站上的可下載檔重新觀看。儘管如此，沒有已知的「Slamfest '99」片段倖存下來，該廣播目前被認為是失傳媒體。
《任天堂明星大亂鬥》於1999年1月21日在日本首次發行，同年4月27日在北美發行，同年11月19日在歐洲發行。遊戲取得了商業上的成功，在全球售出超過500萬份，其中美國售出293萬份，日本售出197萬份，遠超遊戲銷售預期，同時為任天堂遊戲機推出一系列續作。在中國大陸，神遊科技於2005年發售了本作在神遊機上的官方行貨版本。

## 評價
| 汇总媒体     | 得分   |
| ------------ | ------ |
| GameRankings | 79%    |
| Metacritic   | 79/100 |

| 媒体            | 得分     |
| --------------- | -------- |
| AllGame         | 4/5颗星  |
| 电子游戏月刊    | 8.625/10 |
| EP Daily        | 2/10     |
| Game Informer   | 8.5/10   |
| Game Revolution | B        |
| GameSpot        | 7.5/10   |
| IGN             | 8.5/10   |
| Jeuxvideo.com   | 16/20    |
| NGC             | 90%      |
| 次世代          | [ 28 ]   |
| 任天堂力量      | 7.7/10   |
| Fami通          | 31/40    |

| 媒体 | 奖项         |
| ---- | ------------ |
| IGN  | 最佳格鬥遊戲 |

《任天堂明星大亂鬥》獲得了普遍的好評。遊戲被IGN授予了“最佳格鬥遊戲”的編輯選擇獎。

## 外部連結
- 官方网站 （日語）
- 官方网站 （简体中文）